# Бабино (Хмельницкая область)
Ба́бино (укр. Бабине) — село в Старосинявском районе Хмельницкой области Украины.
Население по переписи 2001 года составляло 695 человек. Почтовый индекс — 31423. Телефонный код — 3850. Занимает площадь 3,014 км². Код КОАТУУ — 6824481001.

## Местный совет
31423, Хмельницкая обл., Старосинявский р-н, с. Бабино